# William Michaels
William Mayes "Bill" Michaels (Alcoa, Tennessee, 13 de juliol de 1876 - 1934) va ser un boxejador estatunidenc de primers del segle xx. El 1904 va prendre part en els Jocs Olímpics de Saint Louis, on guanyà la medalla de bronze en la prova de pes pesant. Michaels va perdre en semifinals contra Samuel Berger.